# Vinflunină
Vinflunina este un agent chimioterapic de tip vinca-alcaloid semisintetic, fiind utilizat în tratamentul unor cancere. Calea de administrare disponibilă este cea intravenoasă.

## Utilizări medicale
Vinflunina este utilizată în tratamentul carcinomului cu celule tranziționale, în stadiu avansat sau metastazat, localizat la nivelul tubului urotelial, după eșecul agenților chimioterapeutici pe bază de platină.